# Trihalometani
Trihalometani su grupa hemijskih jedinjenja koja nastaju reakcijom organske supstitucije sa hlorom. Najpoznatiji predstavnici su: hloroform, metilhloroform(hloroten), trihloretilen i tetrahloroetilen. Otkriveni su proučavanjem povećanog oboljenja od malignih bolesti u pojedinim delovima SAD. Primećeno je da je na svim područjima zajednička upotreba hlorisane vode sa visokim sadržajem organskih supstitucija. Za povećano oboljenje je okrivljena grupa jedinjenja (trihalometana) nastala zamenom atoma vodonika atomom hlora u organskoj supstituciji.Zamenom sva četiri atoma vodonika u metanu (CH4) nastaje hloroform (CCl4).

## Tabela trihalometana
| Molekularna formula | IUPAC naziv        | CASOV registarski broj | Zajednički naziv   | Drugi naziv             | Molekul               |
| ------------------- | ------------------ | ---------------------- | ------------------ | ----------------------- | --------------------- |
| CHF3                | trifluorometan     | 75-46-7                | fluoroform         | Freon 23, R-23, HFC-23  | Fluoroform            |
| CHClF2              | florodifluorometan | 75-45-6                | hlorodifluorometan | R-22, HCFC-22           | Chlorodifluoromethane |
| CHCl3               | trihlorometan      | 67-66-3                | hloroform          | R-20, metil trihlorid   | Chloroform            |
| CHBrCl2             | bromodihlorometan  | 75-27-4                | bromodihlorometan  | dihlorobromometan, BDCM | Bromodichloromethane  |
| CHBr2Cl             | dibromohlorometan  | 124-48-1               | dibromohlorometan  | hlorodibromometan, CDBM | Dibromochloromethane  |
| CHBr3               | tribromometan      | 75-25-2                | bromoform          | metil tribromid         | Bromoform             |
| CHI3                | trijodometan       | 75-47-8                | jodoform           | metil trijodid          | Iodoform              |

## Prisustvo trihalometana u vodi
Organske supstitucije u kojima zamenom atoma nastaju trihalometani (THM) nazivaju se prekurzori trihalometana.Prekurzori trihalometana u vodi mogu da vode poreklo od:
- Industrijskih otpadnih voda
- Prirodnih procesa anaerobnoh razlaganja organskih materija (metan, hloridi, humijske i fulvo kiseline)
- Razgradnja alkohola[2]

Količina stvorenih trihalometana u vodi za piće zavisi od količine prekurzora (više prekurzora više trihalometana),primenjene količine hlora za dezifenkciju (veća količina hlora više trihalometana) i dužine kontakta vode i hlora (vreme kontakta preko 3h više trihalometana).

## Sprečavanje nastanka trihalometana u vodi
Sprečavanje nastanka trihalometana se može izvesti:
- Uklanjanjem prekurzora (primena vodonik-peroksida , amonijum-hlorida)
- Pravilnom dezifenkcijom
- Upotrebom ozona
- Upotrebom frankcionisanog hlorisanja bez primene prethlorisanja
- Primenom optimalne doze hlora i vreme kontakta do 3h sa vodom

## Metode uklanjanja trihalometana iz vode
Uklanjanje nastalih trihalometana se može obaviti svim poznatim metodama prečišćavanja vode ali samo do određenog stepena.Metode prečišćavanja vode su:
- Koagulacija
- Filtracija
- Primena aktivnog uglja

Koagulacijom otklanjamo do 50% trihalometana.Filtracijom otklanjamo 20-50% trihalometana.Primenom aktivnog uglja otklanjamo do 90% trihalometana.

## Dozvoljena koncentracija trihalometana u vodi
U flaširanoj prirodnoj vodi koja je higijenski ispravna za piće ne sme da bude trihalometana.Pri redovnim prilikama higijenski ispravna voda za piće ne sme da sadrži više od 0,100 mg/l ukupnih trihalometana.

## Literatura
- Manojlović Marko (1978):Higijena i tehnologija vode za piće
- Degremont (1979):Tehnika prečišćavanja voda
- Đarmati Šimon (1989):Posledice hemijske kontaminacije životne sredine